# جوزيف أوليفييه
جوزيف أوليفييه (بالفرنسية: Joseph Olivier )‏ (و. 1874 – 1901 م) هو لاعب اتحاد الرغبي، من فرنسا، ولد في الدائرة السادسة في باريس، شارك في الألعاب الأولمبية الصيفية 1900، يلعب كمبعد ‏، توفي في نويي-سور-سين، عن عمر يناهز 27 عاماً.

## روابط خارجية
- جوزيف أوليفييه عل موقع إسبنسكروم (الإنجليزية)
- جوزيف أوليفييه على موقع اللجنة الأولمبية الدولية (الإنجليزية)
- جوزيف أوليفييه على موقع أوليمبيديا (الإنجليزية)